# Scarus ovifrons
 Scarus ovifrons és una espècie de peix de la família dels escàrids i de l'ordre dels perciformes.

## Morfologia
Els mascles poden assolir els 78 cm de longitud total.

## Distribució geogràfica
Es troba al Japó i Taiwan.